# Вірменська церква Сурб-Нікогайос
Церква Сурб-Нікогайос (Вірмено-григоріанська церква Святого Миколая Чудотворця) — пам'ятка архітектури місцевого значення у Євпаторії, знаходиться на території Будинку престарілих та інвалідів, біля монастиря дервішів. Саме біля неї колись розташовувався вірменський квартал.

## Історія
Попередня вірменська церква була зруйнована, є припущення що вірменський храм став основою сучасного текіє дервішів. Вірменам довелося зводити нову церкву — на іншому місці. Спочатку храм був дерев'яним. В «Довідковій книзі міста Євпаторія та повіту», виданій у 1888 році, історія вірменського храму описана так: «Поза фортецею знаходився квартал вірмен і Церква св. Миколая, спалена татарами, потім була вибудувана дерев'яна, замість якої в 1817 році була закладена кам'яна з трьома брамами». Споруджувалася церква досить довго так як не вистачало грошей. Будівництво нової церкви було завершено, як вважає Вардгес Мікаєлян, тільки в 30-40-х роках XIX століття.
Під час Кримської війни Євпаторія перейшла під контроль англо-франко-турецьких військ. У вірменській церкві став на постій французький гарнізон. Солдати залишили численні графіті (що були знайдені під час проведення реконструкції), оштукатурені по закінченню війни місцевою громадою. На каменях чітко проступає дата «1855» та імена французьких солдатів: Рикарді, Фабрі та Пилипа.
Після Кримської війни навколо з'явився фруктовий сад. Поруч — будівля початкового училища (1891), пізніше — церковно-приходська школа для хлопчиків (1909).
Радянська влада церкву закрила, настоятель був виселений, куполи, дзвіниця і портали були зруйновані. Нове життя будівлі почалася після створення Євпаторійського будинку-інтернату для престарілих (1943). Колишній храм став адміністративним будинком геріатричного установи. Інтер'єри були втрачені.
З 1984 року є пам'яткою архітектури. У червні 2012 року в День святкування вірменської культури відреставрована церква була відкрита.

## Архітектура
Вірменська церква Сурб Нікогайос (Святого Миколи Чудотворця) зведена з гладко обтесаних блоків білого вапняку. Колись це була купольна базиліка, три її нефа перекриті склепіннями, вівтарна частина завершена напівкруглою апсидою. Восьмигранний барабан (на чотирьох колонах) і купол втрачені.
Церква має західний, північний і південний входи. Над ними були невеликі портики з хрестовими склепіннями. Західний слугував дзвіницею. На східній стіні зберігся Хачкар, дослівно «хрест-камінь» — рельєфне зображення хреста, неодмінний атрибут вірменської культової архітектури. Над нижнім рядом прямокутних вікон, оформлених лиштвами із стрілчастою бровкою, розташований ряд круглих отворів.